# Resolutie 156 Veiligheidsraad Verenigde Naties
Resolutie 156 van de Veiligheidsraad van de Verenigde Naties werd door de VN-Veiligheidsraad aangenomen op 9 september 1960. De resoluties werd goedgekeurd met negen stemmen voor, geen tegen en de onthoudingen van Polen en de Sovjet-Unie.

## Achtergrond
Rafael Trujillo was in mei 1930 via gemanipuleerde verkiezingen aan de macht gekomen in de Dominicaanse Republiek. In augustus 1960 verbrak de Organisatie van Amerikaanse Staten de diplomatieke relaties met en stelde sancties in tegen zijn land, nadat hij betrokken was geweest bij een moordpoging op president Rómulo Betancourt van Venezuela.

## Inhoud
De Veiligheidsraad had het rapport van de Organisatie van Amerikaanse Staten over diens Zesde Consultatie van Ministers van Buitenlandse Zaken ontvangen, en nam akte van de eerste resolutie van die bijeenkomst, inzake maatregelen  tegen de Dominicaanse Republiek.
Lijst ·  133 ·  134 ·  135 ·  136 ·  137 ·  138 ·  139 ·  140 ·  141 ·  142 ·  143 ·  144 ·  145 ·  146 ·  147 ·  148 ·  149 ·  150 ·  151 ·  152 ·  153 ·  154 ·  155 ·  156 ·  157 ·  158 ·  159 ·  160